# 杉杉来了
《杉杉来了》，2014年中國大陸電視劇，根據顧漫網絡短篇小說《杉杉來吃》改編，亦是顾漫第一部影視作品。由劉俊傑執導，張翰、趙麗穎、黃明、李呈媛等領銜主演。該劇於2013年12月開拍，2014年3月9日殺青。2014年7月8日在江蘇衛視首播。

## 播放時間及平台

### 首播
| 频道                  | 国家/地区 | 播放日期       | 播放时段                                                                    |
| --------------------- | --------- | -------------- | --------------------------------------------------------------------------- |
| 江蘇衛視              | 中国大陆  | 2014年7月8日   | 每天19:30起                                                                 |
| 山東衛視              | 中国大陆  | 2014年8月9日   | 每天22:20起                                                                 |
| 東南衛視              | 中国大陆  | 2014年10月7日  | 每天19:30起                                                                 |
| 东方卫视              | 中国大陆  | 2014年12月3日  | 精华版，播至12月6日                                                         |
| 陝西卫视              | 中国大陆  | 2015年2月3日   | 每天13:35起                                                                 |
| 廣西衛視              | 中国大陆  | 2015年2月19日  | 每天19:30起                                                                 |
| 城市电视2高清台       | 加拿大    | 2014年12月7日  | 星期六、日 溫哥華7:00AM, 1:00 PM, 9:00 PM 多倫多 10:00AM, 4:00 PM, 12:00 AM |
| Home Drama            | 日本      | 2015年2月5日   | (木) 深1:15、後6:00(重播)                                                   |
| Astro双星 Astro双星HD | 马来西亚  | 2015年3月9日   | 星期日至四16:00-17:00, 同日20:00-21:00重播                                  |
| 八大第一台            | 臺灣      | 2015年4月13日  | 台語版 星期一至五07:00 - 08:00                                              |
| 八大綜合台            | 臺灣      | 2015年4月26日  | 星期日21:30 - 23:00                                                         |
| 華視主頻              | 臺灣      | 2015年10月12日 | 每週一至週五20:00                                                           |
| MONO PLUS+            | 泰國      | 2015年7月31日  | 週五-週日7:00至08:00，17:00至18:00和24.00-01.00                             |
| 星和都会台            | 新加坡    | 2015年10月14日 | 星期一至四22:00起                                                           |
| 洛城18台              | 美国      | 2015年12月4日  | 周一至周五 12-1pm                                                           |
| 有線劇集台            | 香港      | 2016年12月17日 | 星期六 19:00 - 00:00                                                        |

## 故事内容
薛杉杉（趙麗穎飾）是一個沒有背景，沒有在名牌大學畢業的普通人。因為風騰集團在招募職員上有一條不成文的規定：為了照顧擁有稀有血型RH陰性AB型的現任總裁封騰（張翰飾）妹妹封月(張楊果而飾)的關係，傾向招攬擁有這種稀有血型的職員，因此本身擁有熊貓血的杉杉被聘請為財務部助理。現實中,這是錯誤的生理學知識。血型RH陰性AB型的人是可以接受所有血型RH陰性的血液的。最難接受捐血的血型是RH陰性O型血型,但是此種血型卻是所有人都可以使用的。
一天晚上，杉杉被電話召喚到醫院給封月輸血。事後，封月為了表達謝意，讓家中大廚每天做豬肝飯給杉杉補血，因此封騰命令他的秘書在午餐時為杉杉送飯，令公司其他員工誤會杉杉和封騰的關係。杉杉不願再忍受非議，於是開始跑到公司頂樓的陽台吃飯，殊不知都被封騰看在眼裡。杉杉原在封月孩子的滿月宴向封月提出不用再為她送飯，但是封騰卻繼續給杉杉送飯，更要求她自己親自到總裁房吃飯，後來杉杉更成為封騰的專屬挑菜工。
元麗抒（李呈媛飾）自小與封騰封月一起長大，封騰視麗抒如親妹，但是麗抒卻喜歡封騰。一天，麗抒陪同封月參加風騰集團的員工旅遊時，麗抒看著杉杉享受著封騰的特別對待而開始焦急。
公司年會上，封騰暗示杉杉得到優雅女士獎，結果卻是周曉薇（李方丁飾）獲獎，其後封騰與周曉薇開舞。封騰在年會後向微醉的杉杉隱晦表白，杉杉卻拒絕了，不過事後清醒的杉杉心煩意亂。
過年的時間，杉杉答應幫助同事帶一個禮物回去給她的朋友。只是沒有想到，杉杉在火車站排隊很久，卻被警察攔了下來經查行李，而同事要求帶的禮物竟然是一組刀具，杉杉驚慌失措之際被要求出示身份證，這才發現放了自己手機、錢包和證件的行李被偷走了。封騰到警局為杉杉解圍，並將她帶回老家。封騰在湖邊對杉杉表心意。麗抒妒火中燒，不理解為什麼封騰會看上杉杉，並向封月坦白自己在年輕時已愛上封騰。大年三十時，只剩下杉杉和封騰在封家。後來杉杉向封騰表白，封騰說我們試試吧，二人開始交往成為戀人。
杉杉滿心期待與封騰過個浪漫的情人節，卻因封騰的父母親也是在情人節這一天車禍去世，而不允許以任何方式來慶祝情人節，導致封騰上一任女友也是因此而與封騰分手，杉杉告訴封騰，她不過情人節了，在這一天紀念封騰的父母親，其餘的每一天都過的像情人節一樣，封騰也說出他愛妳杉杉。
麗抒表面上對杉杉親切有禮，實則看不起杉杉，認為杉杉根本不配和封騰在一起，於是她曾多次故意令杉杉出醜，讓杉杉感覺到自己和封騰以及麗抒的差距，從而自卑配不上封騰。而封騰好友鄭棋（黄明飾）愛上了麗抒，麗抒打擊杉杉時，鄭棋對麗抒漸入歧途感到不捨，但勸慰提醒似乎都無法挽回麗抒心意，只能選擇性地給予幫助。適逢杉杉爺爺生病，全家陪他到上海就醫，卻無病房可住，杉杉不得不求助正在海外的封騰，封騰焦急地給予各種協助，而杉杉卻苦惱猶豫該不該讓家人知道與封騰交往的事。
面對依然不斷的質疑與流言，杉杉決定要通過註冊會計師考試，成為配得上封騰的人。麗抒發現了自己愛上鄭棋，並親吻封騰來作為自己過往對封騰的感情畫上一個句號，杉杉卻在此時無意中看到了並對二人產生誤會，杉杉因此十分傷心並向封騰提出分手。封騰意識到了和麗抒的關係傷害到杉杉，選擇默默關心杉杉。直到杉杉有一次生病住院，封騰也意識到與杉杉間還有問題，若杉杉還是不願意，還是要與封騰分手的話，再杉杉還沒找到能真正保護杉杉的人前，將封騰給予杉杉的掛牌一直帶在身上。從曉薇那裏得知，封騰是為了杉杉才又重新招募稀有血型員工，杉杉這才明白封騰對自己的愛是深刻且認真的，二人終於復合。後來杉杉通過考試並升職為會計專員。期間鄭棋也因軟體抄襲風波而險些離開公司回美國，最後麗抒終於不再壓抑自己的感情，放下驕傲，大方對鄭棋告白，成功在機場挽留了鄭棋，兩人最後交往。
封騰為了幫助薛杉杉的堂姐薛柳柳（石安妮飾），以私人名義投資參與「虛擬貨幣」計劃，如此同時抄襲官司一事也得到完滿的結局，而鄭棋也向麗抒求婚成功。
薛杉杉在一次捐血檢查中，被醫生告知懷孕，封騰並因此向杉杉求婚。後來雖然發現杉杉在事前吃了蛋黃派而被誤診為懷孕，但是封騰並沒有打算取消與杉杉婚約。封騰一家到杉杉老家向杉杉雙親提親，柳柳在薛家向所有人，把游承浩（柴浩偉飾）捲款潛逃的事情說了出來。大伯母當場崩潰，請求杉杉讓封騰不要追究此事。一千萬對封騰來說並不是什麼大數目，卻讓杉杉爸爸十分在意。杉杉爸爸主動求見封騰，宣布杉杉跟封騰的婚事要暫時告一段落。事後封騰答應杉杉讓她用剩下的三百五十萬和柳柳一起合作開珠寶精品店「風尚」賺錢還款後才結婚。
最後，杉杉和柳柳在一年之內成功還款，封腾和杉杉決定結婚。

## 演員

### 主要演员
| 演员     | 角色   | 关系/昵称/职业 | 粵語配音 |
| 張翰     | 封腾   | 30歲，風騰集團總裁。是典型的高富帥。雙親在童年時的情人节因車禍死亡後，所以封家不过情人节，后和妹妹封月接受爺爺的照顧。性格冷酷，不善于表达。爺爺死後，當時還是27歲的封腾接替爺爺成為風騰集團總裁，並把集團的規模擴大了很多倍。因而杉杉献血给了封月才有了接触，曾为了杉杉学了2堂的唇语课。封腾曾隱晦向薛杉杉表白但被拒，後來接受了杉杉在封家老家過年三十時對他的告白，並和杉杉成為戀人。                | 鄧永健   |
| 趙麗穎   | 薛杉杉 | 23歲，風騰集團財務部助理。擁有熊貓血。雙親開了一間薛記裁縫鋪。從鄉間到上海工作。入職風騰不夠一個月便因為向封月獻血而認識了封腾。曾拒絕封腾的表白，但是後來在封家老家坦承向封腾說已愛上他，和封腾成為戀人。為了能配的上封騰去考CPA會計師，後來通過了註冊會計師試，升職為會計專員。後因游承浩「虛擬貨幣」事件欠封騰1千萬，為了還債，決定離開公司跟堂姊薛柳柳合開珠寶精品店「風尚」，而封騰是此店的股東。 | 張妙妙   |
| 黃宥明   | 鄭棋   | 風騰集團研發部創意總監。人稱棋帥。封騰的大學好友，雙親在美國定居，現跟隨封騰到風騰集團工作。喜歡麗抒，最後和她結婚。 | 黃榮璋   |
| 李呈媛   | 元麗抒 | 麗書店老闆，性格獨立且很有主見。是封家退休保姆芳姨的女兒，封腾和封月的青梅竹馬。喜歡封腾，但是因為母親的反對只能偷偷暗戀他，為了證明自己更適合封騰，曾經偷偷聯合周曉薇整薛杉杉多次，企圖讓薛杉杉出糗。後來和鄭棋相戀並結婚。 |          |
| 張楊果而 | 封月   | 封騰妹妹。擁有熊貓血。雙親在童年時因車禍死亡後，和哥哥封腾接受爺爺的照顧。長大後與家世普通的言清結婚。 | 王夢華   |
| 百克力   | 言清   | 風騰集團投資部總經理。封月丈夫，封騰妹夫。 |          |
| 石安妮   | 薛柳柳 | 薛杉杉的堂姐。薛杉杉大伯母領養的女兒。因為工作暫居在薛杉杉和陸雙宜的家中，後在母親的撮合下，與游承浩拍拖並在第2集和他同居，後因為游承浩花心而常常和他吵架。柳柳原本因為不想回老家所以在沒有辦法下繼續和承浩交往，但是柳柳後來被封腾指定成為「虛擬貨幣」計劃的負責人，令她可以和游承浩分手。後游承浩捲款潛逃，柳柳承擔向封腾還款的責任，和杉杉開了珠寶精品店「風尚」賺錢還款。                          | 黎皓宜   |
| 王汀     | 陸雙宜 | 愛情小說作家。薛杉杉好友，杜繁的網友。與薛杉杉一起住在雙親買給自己的上海郊區的房屋。後與杜繁拍拖。 | 鄭家蕙   |
| 李方丁   | 周曉薇 | 風騰集團財務部職員。擁有熊貓血。第8集開始接替承鵑的職位在財務部工作。因為向薛杉杉獻血而向封腾換取在投資部工作。 |          |
| 崔永炫   | 杜繁   | 風騰集團總務部專員。和薛杉杉是同期新人，陸雙宜的網友，原對薛杉杉有好感，後與陸雙宜拍拖。 | 簡懷甄   |
| 柴浩偉   | 游承浩 | 薛柳柳男友。薛柳柳所工作的公司總經理兒子，因為父親的關係才繼續和柳柳交往並在交往期間同時有其他女友。游承浩在一次飯局下得悉封腾是薛杉杉的男友後，藉機向封腾提出「虛擬貨幣」計劃以尋求投資，後擅自捲款潛逃 |          |

### 配角
| 演员   | 角色     | 介紹                                           | 粵語配音 |
| 曹世平 | 连科长   | 风腾集团财務部科长，杉杉前上司                 |          |
| 刘钰瑾 | 黄世佳   | 风腾集团财務部职员，与杉杉同期进入风腾         |          |
| 张洧伊 | 小轩     | 风腾集团财務部职员                             |          |
| 姜芾   | 喜喜     | 风腾集团财務部职员                             |          |
| 申奥   | 承鹃     | 前风腾集团财務部职员，因考上CPA所以离开风腾    |          |
| 韩燕   | 巧巧     | 风腾集团财務部职员                             |          |
| 龍一一 | Linda    | 封腾秘書                                       |          |
| 何歡   | 阿May    | 封腾秘書助理                                   | 鄭家蕙   |
| 朱健   | 薛父     | 杉杉的爸爸                                     |          |
| 周红   | 薛母     | 杉杉的妈妈                                     |          |
| 廉叔良 | 薛爷爷   | 杉杉、柳柳的爷爷                               |          |
| 秦樾   | 薛大伯母 | 柳柳的妈妈，杉杉的大伯母，希望柳柳嫁有錢人     |          |
| 姚承浩 | 薛桐桐   | 柳柳的弟弟，杉杉的堂弟                         |          |
| 黄世超 | 王鸿     | 风尚珠宝员工，喜欢柳柳，                       |          |
| 惠建国 | 王叔     | 封家之管家                                     |          |
| 刘翔   | 小张     | 封家司机                                       |          |
| 沫霖   | 小朱     | 封家僕人                                       |          |
| 汪柔   | 于敏珑   | 杉杉补习班同学；喜歡封騰                       |          |
| 王潘骏 | 王晓明   | 杉杉补习班同学，喜歡于敏瓏                     |          |
| 季晨   | 蒋廉     | 知名主持人，喜欢丽抒                           |          |
| 杨凯琳 | 王品若   | 知名艺人，封腾前女友，被杉杉拐來當風尚的代言人 |          |

## 爭議
电视剧原定片名《杉杉来吃》，但与成语“姗姗来迟”谐音，后被迫改名。中宣部广电总局的官员称，谐音易误导电视机前的小朋友，故制片方被迫更名《杉杉来了》。

## 奬項
| 年份   | 頒獎典禮           | 獎項                                 |
| ------ | ------------------ | ------------------------------------ |
| 2014年 | 2014国剧盛典       | 内地人气女演员：赵丽颖               |
| 2014年 | 愛奇異之夜年度盛典 | 網際網路最受歡迎電視劇男演員獎：張翰 |

## 收視率

### 江蘇衛視首播收視率
| 播映日期      | 集數  | 收視率 | 收視份額 | 卫视排名 | 備註               |
| ------------- | ----- | ------ | -------- | -------- | ------------------ |
| 2014年7月8日  | 1-3   | 1.045  | 3.00     | 2        |                    |
| 2014年7月9日  | 4-6   | 1.127  | 3.25     | 3        | 計算含《古剑奇谭》 |
| 2014年7月10日 | 7-9   | 1.330  | 3.85     | 2        | 計算含《古剑奇谭》 |
| 2014年7月11日 | 10-12 | 1.427  | 4.15     | 1        |                    |
| 2014年7月12日 | 13-14 | 1.062  | 3.21     | 2        |                    |
| 2014年7月13日 | 15-16 | 1.368  | 4.02     | 2        |                    |
| 2014年7月14日 | 17-19 | 1.381  | 4.01     | 2        |                    |
| 2014年7月15日 | 20-22 | 1.466  | 4.25     | 2        |                    |
| 2014年7月16日 | 23-25 | 1.650  | 4.85     | 3        | 計算含《古剑奇谭》 |
| 2014年7月17日 | 26-28 | 1.767  | 5.08     | 1        | 計算含《古剑奇谭》 |
| 2014年7月18日 | 29-31 | 1.725  | 4.93     | 1        |                    |
| 2014年7月19日 | 32-33 | 1.575  | 4.68     | 1        |                    |
| 2014年7月20日 | 34    | 1.157  | 3.09     | 2        |                    |
| 平均收視      |       | 1.440  | 4.183    |          | 按每集計算         |

- 晚間時段節目：
  - 湖南衛視《神犬奇兵》/《古剑奇谭》
  - 浙江衛視《真愛遇到他》
  - 東方衛視《保卫孙子》
  - 安徽衛視《十月围城》
- 數據由央視索福瑞CSM50城測量儀提供，調查範圍包含四歲以上之觀眾。
- 資料來源：CSM （页面存档备份，存于）

## 電視劇歌曲
| 曲序 | 曲目                  |        | 作曲   | 编曲 | 演唱者   |
| ---- | --------------------- | ------ | ------ | ---- | -------- |
| 1.   | 风之诺言（片頭曲）    | 譚旋   | 代岳東 |      | 张翰     |
| 2.   | 身不由己（片尾曲）    | 譚旋   | 譚旋   |      | 何洁     |
| 3.   | Roll the dice（插曲） | 高姗   | 高姗   | 高姗 | 高姗     |
| 4.   | 偶然（插曲）          | 張普豪 | 胡波   |      | Dish乐队 |

## 注解
1. ↑  參與《杉杉来了》的好故事工作坊編劇有何昕明、馬克明、黃莞婷、余易勳、楊修、王馨容。[1][2]